# Vaše věc
Vaše věc je názorový internetový magazín, k jehož spuštění uspořádal 14. října 2010 bývalý premiér a předseda České strany sociálně demokratické Jiří Paroubek slavnostní prezentační akci v kavárně Domu U Černé Matky Boží v Praze. Přitom deklaroval záměr, že magazín by měl být protiváhou pravicových médií a plnit podobnou opoziční a kritickou roli, jakou dosud podle jeho názoru plnily jen komunistické Haló noviny. Podle Paroubka je web otevřený všem autorům, kteří se považují za středo-levicově, středově či levicově orientované, včetně Paroubkových příznivců a odpůrců. Pro případ, že by web uspěl, plánoval Jiří Paroubek spustit i tištěnou verzi. Jako výkonný redaktor neboli šéfredaktor byl prezentován Ondřej Macura, který je i jediným redaktorem. Vydavatelem a sponzorem je Společnost Willyho Brandta a Bruna Kreiského, která vydává i magazín Trend. Web zatím nepřijímá žádnou reklamu ani dary, v budoucnu má být financován z darů a inzerce. Za hospodaření časopisu odpovídá Jiří Paroubek.

## Obsah webu
Zpravodajský portál Vaše věc obsahuje 4 sekce. Články, blogy, VIP blogy a zpravodajství. V rámci zpravodajství tvoří redakce denní zpravodajství podobně jako ostatní zpravodajské servery, jen v menší míře. V části VIP blogů publikují známé osobnosti nejen z politické scény, ale také ekonomové a jiní odborníci. Právě tito odborníci publikují na serveru obsahu, který ho odlišuje od konkurence. Do sekce VIP blogů publikoval své články například Petr Dimun, ve VIP blozích například David Rath, Stanislav Křeček či Jiří Dolejš.

## Technologie
Technologicky je poměrně jednoduchý. Je laděn do fialové barvy. Webové stránky jsou provozovány na portálu Parlamentní listy. K technické zajímavosti tohoto webu v minulosti patřily ilustrační fotografie – ty byly k článkům tvořeny jako vtipné koláže.

## Vedení a majitel
V sekci kontakty je uvedena jen jedna e-mailová adresa, nejsou uvedeny žádné informace o vydavateli, šéfredaktorovi a redakci, profilu webu a ani žádné telefonní spojení. Recenzent na Lupa.cz to považuje za mimořádně nezvyklé a za známku nedůvěryhodnosti. K blogování i diskutování je nutná registrace vlastním jménem, adresou a e-mailovou adresou, avšak chybí jakékoliv prohlášení o ochraně osobních údajů. Registrace není automatická, ale podléhá schválení administrátorů.
14. ledna 2011 Ondřej Macura prohlásil, že web Vaše věc se snaží získat práva k vydání knihy Bohumíra Ďurička Kočkoviny. Práva ke knize předtím za miliony Kč od Ďurička odkoupila skupina lidí blízkých České straně sociálně demokratické (či společnost Gitero Estates s jednatelem Jakubem Kotrbou) a zabránila tak jejímu vydání, aby před volbami ochránila Jiřího Paroubka. 2. února 2011 se úryvek z knihy na webu skutečně objevil.